# Liste der Kardinalskreierungen Innozenz’ VII.
Papst Innozenz VII. (1404–1406) kreierte elf Kardinäle in einem Konsistorium.

## 12. Juni 1405
- Corrado Caraccioli
- Angelo Correr
- Francesco Uguccione
- Giordano Orsini
- Giovanni Migliorati
- Pietro Filargis OFM
- Antonio Arcioni
- Antonio Calvi
- Oddone Colonna
- Pietro Stefaneschi
- Jean Gilles